# 革命争论

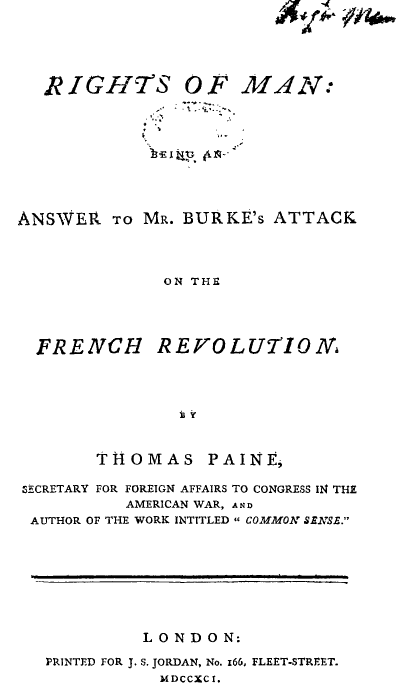
《人权》（Rights of Men）第一版的封面，由托马斯·潘恩撰写。

革命争论（英語：Revolution Controversy）是英国的哲学家和政治家围绕法国大革命所引发的一系列争论，这场争论自1789年一直持续到1795年。
革命争论这场关于人权和意识形态的论战在埃德蒙·伯克出版《对法国大革命的反思》（1790）后开始广泛进入英国政坛，并随着《对法国大革命的反思》的广泛传播后迅速激化。但出人意料的是，当时英国政治和哲学圈拥有不小声望的伯克在书中选择站在法国贵族一边，而不是雅各宾派或其他共和派。考虑到伯克此前曾公开支持美国殖民者在美国独立战争中的斗争，他这前后矛盾的立场震惊了全英国。许多作家随即做出回应，表达对法国大革命的支持，包括托马斯·潘恩、玛丽·沃斯通克拉夫特和威廉·戈德温等知名人士。
1789年时，大多数英国人对攻占巴士底狱持庆贺态度，认为法国的君主制应该受到更民主的政府形式的制约。然而，经过恐怖时期和与法国的战争，到1795年12月，支持法国革命的英国人已所剩无几，这场持续多年的政治和哲学的论战也逐渐偃旗息鼓。

## 事迹

### 伯克撰写的《对法国大革命的反思》

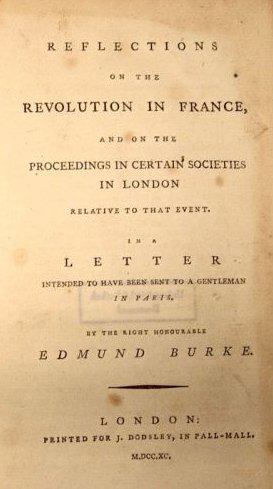
《对法国大革命的反思》，由埃德蒙·伯克于1790年撰写。

伯克撰写的《对法国大革命的反思》是对理查德·普赖斯在《爱国的辩论》中所表达的激进民主精神的回应。普赖斯在这本书中公开支持法国大革命，而伯克则借《反思》为贵族政体辩护。
伯克以辉格党自由派成员的身份闻名，他曾公开批评君主专制，并支持美国独立革命的革命者，也抨击过东印度公司的腐败行径。许多人因此预期伯克会同情法国的革命者。伯克的反对立场让人震惊，并激怒了朋友和支持者。尽管《反思》售价高达三先令，但两年内仍售出3万册。《反思》为贵族体制、忠诚、骑士精神、世袭制度以及财产观念辩护。
伯克批评了不少英国思想家和作家对法国大革命初期的欢迎态度。激进派常将法国大革命与1688年的光荣革命相比，伯克则认为真正的类比应是1642-1651年的英国内战，当时查理一世在1649年被处决。
伯克视法国大革命为非法推翻合法政府的暴力行为，强调公民无权推翻政府。伯克坚持，文明社会与政府是社会和政治共识的产物，传统应被尊重，否则将引发混乱与无序。

### 对《反思》的回应
面对伯克的作品，激进派如威廉·戈德温、托马斯·潘恩和玛丽·沃斯通克拉夫特纷纷表达了对共和主义、农业社会主义和无政府主义的支持。这些激进派大多围绕相似主题展开论述，包括“个人自由和自治意识”、“公民美德的坚守”、“对腐败的深恶痛绝”以及对战争的反对，认为战争只服务于“土地利益阶层”。他们还批评君主制和贵族制度，认为这些制度旨在削弱英国下议院的权力。不少这样的作品由约瑟夫·约翰逊出版，约翰逊因煽动性活动而被捕入狱。
沃斯通克拉夫特的思想深受理查德·普莱斯在紐因頓格林一位神教会布道和紐因頓格林理性异议哲学的影响。这些理念在《为人权辩护》中逐渐成形，成为她对伯克批评其导师普莱斯的回应。美国开国元勋托马斯·潘恩在《人权论》中则主张，当政府未能保障人民的自然权利和国家利益时，革命是正当之举。
这场辩论的影响远不止于此。沃斯通克拉夫特在1792年完成了《女权辩护》，将普萊斯的平等理性主义扩展至女性议题，形成她的核心论点。安娜·拉埃蒂茨娅·巴鲍德是位备受塞缪尔·约翰逊和威廉·华兹华斯推崇的多產作家，也是紐因頓格林一位神教会的牧師娘。她在1793年出版的《政府的罪恶，国家的罪恶》中，暗示了伯克及其批评者们的工作。

## 书目
- Butler, Marilyn (编), , Cambridge: Cambridge University Press, 1984  [2024-11-04], ISBN 0-521-28656-5, （原始内容存档于2023-10-04）
- Gordon, Lyndall, , Harper Collins, 2009年3月17日, ISBN 9780061866005